# Sainte-Marguerite (Marseille)
Pour les articles homonymes, voir Sainte-Marguerite.
Sainte-Marguerite est un quartier du 9e arrondissement de Marseille. Avec 19 997 habitants en 2012, il est le quartier le plus peuplé de Marseille.

## Toponymie
On peut présumer que l'on doit le nom de ce lieu à une sainte Marguerite. Cependant, selon Régis Bertrand, professeur d'histoire moderne à l'Université de Provence, Marguerite est dérivé de Margarites, perle, en rapport avec la tradition selon laquelle on trouvait des pierres précieuses sur les rives de l'Huveaune, comme le rappellerait le nom de Gémenos, tandis qu'Alfred Saurel suppose que le lieu s'est appelé Maris guadi iter (chemin du gué de la mer), transformé en Marguerite.

## Sport
Le siège du club d'athlétisme de la SCO Sainte-Marguerite est situé boulevard de la Pugette.

## Patrimoine
- Église Sainte-Marguerite (20 place Antide Boyer), siège de l'Ensemble paroissial catholique Sainte-Marguerite – Le Redon[4]. L'édifice actuel de dimensions modestes a été édifiée au XIXe siècle dans un style roman sobre. Il  abrite depuis 2003 dans le chœur un orgue Quoirin[5] tandis que sur le parvis sont installées deux statues en fonte et dorées de Saint Joseph et de la Sainte Vierge.

## Personnalités liées au quartier
- Charles Terront (1857-1932)